# 愛德華·喬治·布倫格
愛德華·喬治·布倫格（英語：Edward George Boulenger，1888年5月8日—1946年4月30日）是一名英國動物學家，長期擔任倫敦動物園水族館館長。
布倫格是動物學家和魚類學家喬治·阿爾貝·布蘭潔的兒子。他曾在聖保羅學校接受教育，1911年成為倫敦動物園爬行動物館館長，一做就是13年。第一次世界大戰期間，他在英國皇家飛行隊熱氣球分隊擔任觀察員。1924年，他成為倫敦動物學會新開放的海水和淡水水族館館長，1921年起積極支持水族館的設計和建設。1943年，他辭去館長一職。
和父親一樣，布倫格精通法語和德語。這對他多次前往歐洲大陸為爬蟲館和水族館添置新物品大有裨益。此外，布倫格還是一名作家。

## 外部連結
- 互联网档案馆中愛德華·喬治·布倫格的作品或与之相关的作品